# Spindrift (alpinismo)
Lo spindrift, in italiano spruzzaglia, è un fenomeno che in genere si verifica durante la scalata di una via di ghiaccio o di misto.

## Descrizione
Si tratta di particelle di ghiaccio o neve polverosa trasportate dal vento, o anche dalla forza di gravità ma non in quantità tale da essere considerata slavina. Solitamente il fenomeno è molto fastidioso, in quanto queste particelle si insinuano con facilità anche nelle più piccole aperture presenti tra i vestiti dell'alpinista, provocando una sensazione di gelo immediata e acuta.
Il termine è utilizzato in campo alpinistico, ma anche nautico, riferendosi in quest'ultimo caso a spruzzi d'acqua.